# Trisetum tonduzii
Trisetum tonduzii är en gräsart som beskrevs av Albert Spear Hitchcock. Trisetum tonduzii ingår i släktet glanshavren, och familjen gräs. Inga underarter finns listade i Catalogue of Life.